# 今治カントリー倶楽部
今治カントリー倶楽部（いまばりカントリーくらぶ）は、愛媛県今治市朝倉上にあるゴルフ場である。

## 概要
1972年10月にオープンした。
1996年より「瀬戸内海アマチュアゴルフ選手権」が開催されている。香川県にはトップアマ、高知県は西日本アマ、徳島県は徳島オープンと他県から選手を集める大会がある中で「愛媛にもこのクラスと大会が要る」と考えたマスターズ会や県アマチュアゴルフ研修会が今治カントリー倶楽部の協力を経て発足させた。

## コース情報
- 開場日 - 1972年10月8日
- 設計 - 三好徳行
- コースタイプ - 丘陵
- コース - 18ホールズ、パー72

## アクセス
- JR今治駅からタクシーで約25分。